# Stacey Gooding
Stacey Gooding (* 18. Februar 1985 in Cardiff als Stacey Preece) ist eine walisische Squashspielerin. 

## Karriere
Stacey Gooding spielte 2008 und 2009 auf der PSA World Tour und erreichte ihre höchste Platzierung in der Weltrangliste mit Rang 188 im März 2009. Für die walisische Nationalmannschaft gab sie bei den Europameisterschaften 2002 ihr Debüt und gehörte seitdem weitere sieben Mal zum walisischen Kader. 2022 wurde sie dabei mit der Mannschaft Vizeeuropameisterin. Im selben Jahr war sie Teil des walisischen Aufgebots bei den Weltmeisterschaften. Bei den walisischen Landesmeisterschaften belegte sie 2008 hinter Deon Saffery den zweiten Platz.

## Erfolge
- Vizeeuropameisterin mit der Mannschaft: 2022
- Walisische Vizemeisterin: 2008